# Донской монастырь
Донско́й монасты́рь — ставропигиальный мужской монастырь Русской православной церкви в Москве. Был основан в 1591 году на месте расположения русского гуляй-города после отражения нападения крымского хана Газы II Гирея. Монастырь получил статус ставропигиального (то есть находящегося в прямом ведении Святейшего синода) в 1745 году и был первоклассным, одним из шести ставропигиальных обителей в Российской империи перед революцией 1917 года.
Как и все монастыри на подконтрольной большевикам территории России, был формально закрыт в 1918 году, но без официального согласования с властями продолжал действовать до конца 1920-х. Возрождён в 1991 году.

## История

### XVI—XVII века

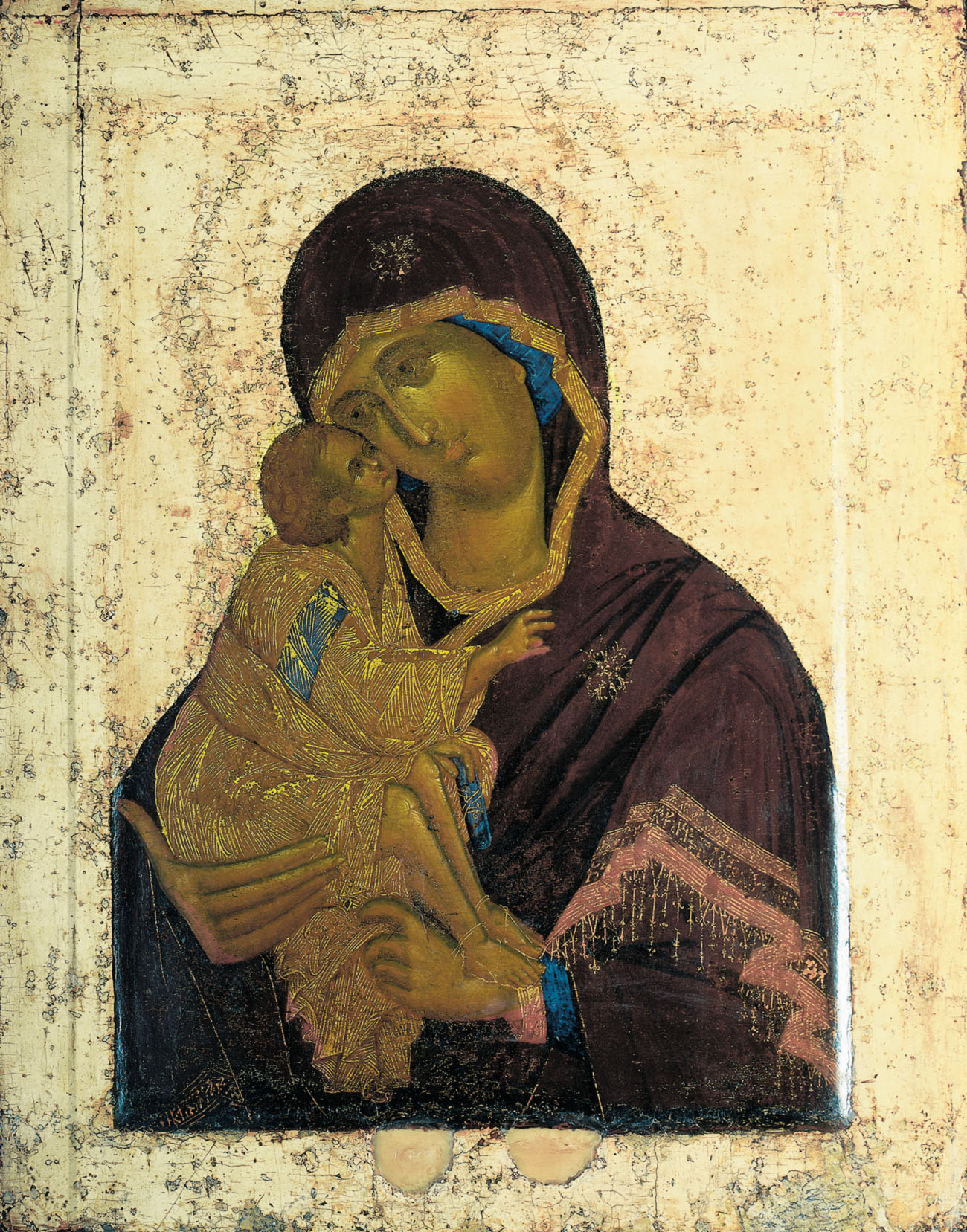
Донская икона Божией Матери работы Феофана Грека. Государственная Третьяковская галерея, 1390-е годы

Донской монастырь был основан царём Фёдором Иоанновичем в 1591 году в честь победы русских войск во время Крымского похода хана Газы Герая. Его возвели на месте военного лагеря отряда Бориса Годунова и походной церкви Сергия Радонежского. Постройка завершала создание оборонительного полукольца на подступах к Москве со стороны южных степей, в которое также входили ранее построенные монастыри-крепости: Андроников, Новоспасский, Симонов, Данилов и Новодевичий. Название обитель получила в честь Донской иконы Божией Матери, написанной, предположительно, в XIV веке Феофаном Греком. По преданию, этим образом преподобный Сергий Радонежский благословил великого князя Дмитрия Ивановича и его воинов на Куликовскую битву.
Первой постройкой монастыря стал собор Донской иконы Божией Матери, называемый Старым или Малым. Его выполнили, предположительно, по проекту архитектора Фёдора Коня. Это был одноглавый храм с алтарными апсидами, который завершался трёхступенчатыми рядами кокошников, скрывающими своды. Он не соответствовал классическому типу монастырского собора и напоминал приходские церкви того времени, например церковь Николы Явленного на Арбате. Позднее собор послужил образцом для строительства храма Покрова в Рубцове, Казанского собора на Красной площади и других церковных сооружений.
В Смутное время Малый собор был разграблен, историк Иван Забелин писал об этом времени: 

Вскоре после смерти царя Фёдора Иоанновича наступило Смутное время нашей истории, время самозванства и междоцарствования, бедственное для всего государства и, особенно, для Москвы. Тогда престольная почти вся была сожжена и разорена поляками, так что современники очень справедливо обзывали это время — Московскою разрухою. Не избежал злого бедствия и новоучреждённый монастырь, который подвергся общей участи разрушения и опустошения. Так как он был собственно государевым строением, то в это безгосударственное время некому было о нём помнить; он был забыт и оставлен на попечение своей скудной братии.
С восхождением на царствование Михаила Фёдоровича обитель отремонтировали и частично восстановили. В 1650 году её приписали к Андреевскому монастырю. В 1673-м к Малому собору пристроили трапезную часть. Через пять лет, в память о победе над турками под Чигирином, были возведены два придела, увенчанные луковичными главами: южный — в честь преподобного Сергия Радонежского, северный — в память великомученика Фёдора Стратилата. В 1679 году храм расписали изографы Леонтий Чулков и Фёдор Евтиев. В 1683-м к Донскому монастырю были приписаны Шаровкин Успенский и Жиздринский Троицкий монастыри, а также Тихонова пустынь. В 1687-м в обители восстановили игуменство и изначальную самостоятельность.
Строительство Большого собора началось в 1684 году. В 1686-м он был возведён до глав, но затем работы приостановились из-за Крымского похода и истощения монастырской казны. Второй этап стройки начался через два года и был закончен к 1698-му. Храм выполнили в нарышкинском стиле и поставили на высокий подклет, главы установили в направлении сторон света. Резной семиярусный иконостас «фряжского письма» и иконы создавали резчики и иконописцы Оружейной палаты и Посольского приказа — Карп Золотарёв, Григорий Махотня, Родион Спиридонов, Андрей Михайлов и другие.

### XVIII—XIX века

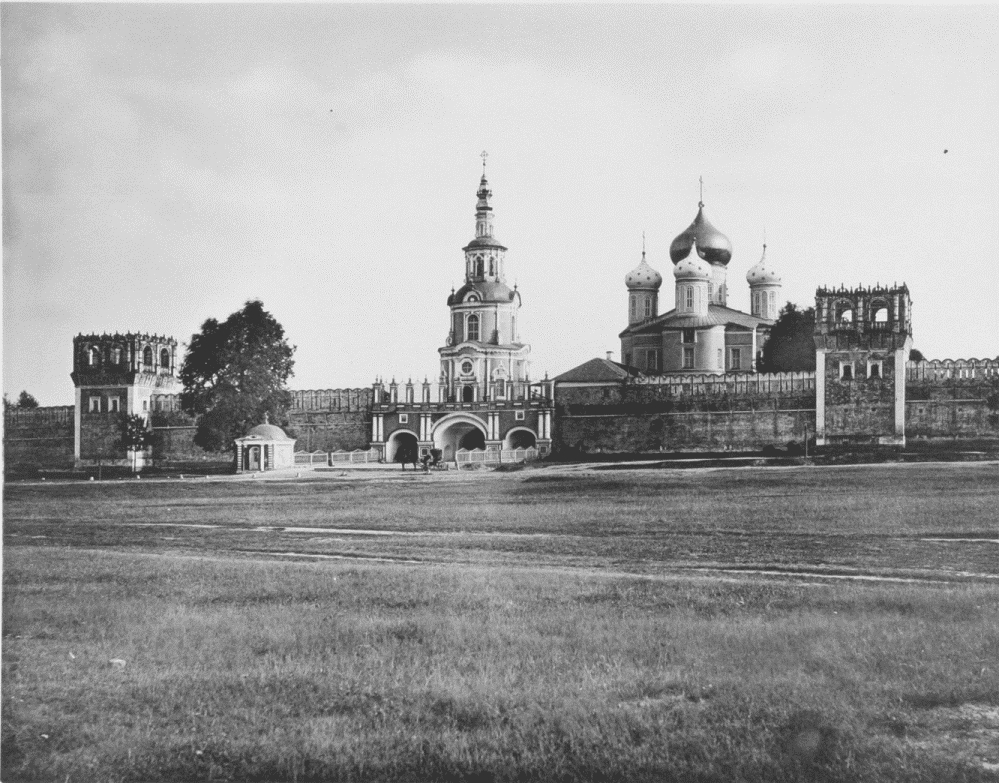
Донской монастырь в 1883 году

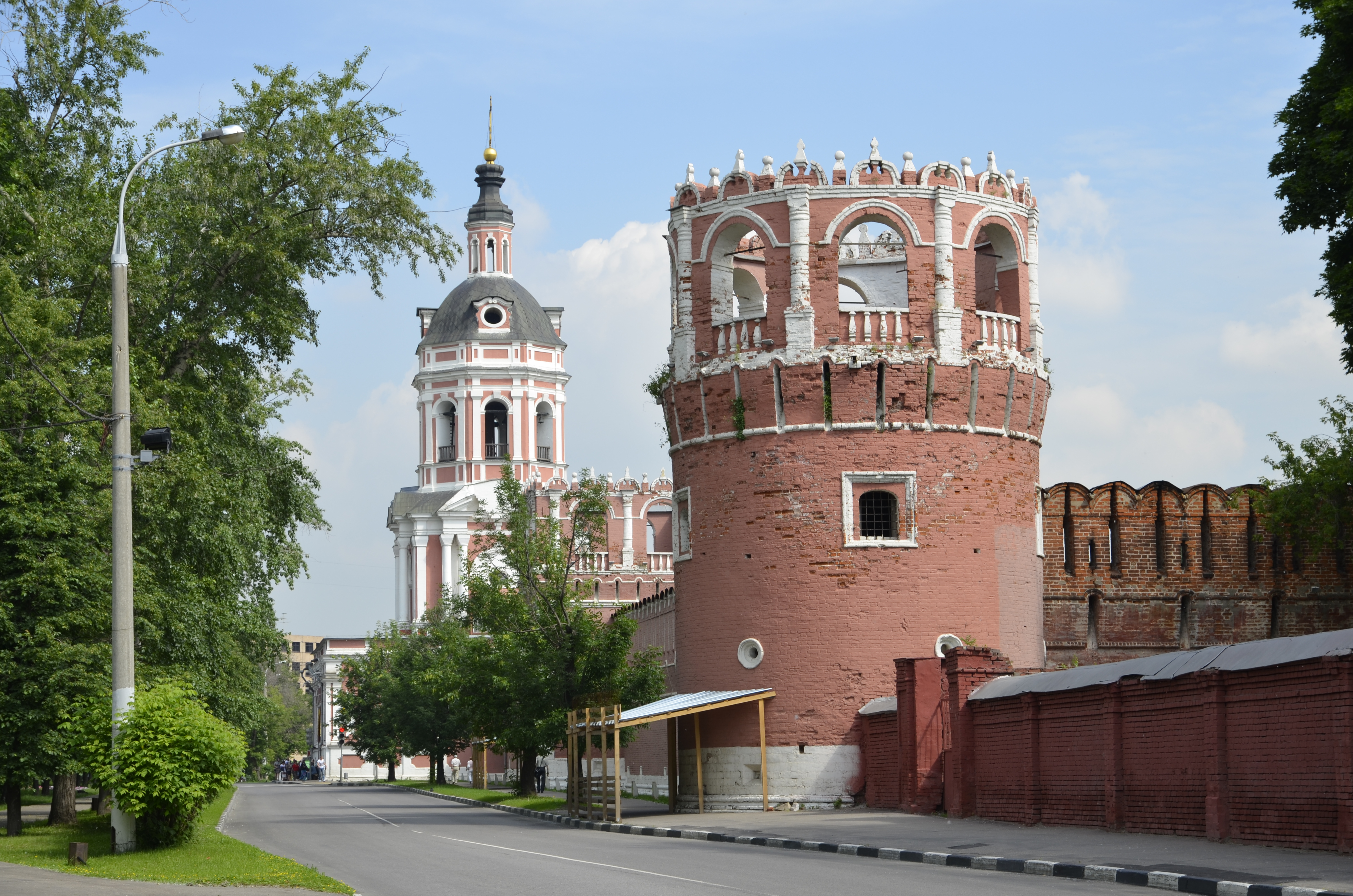
Монастырская ограда, 2013 год

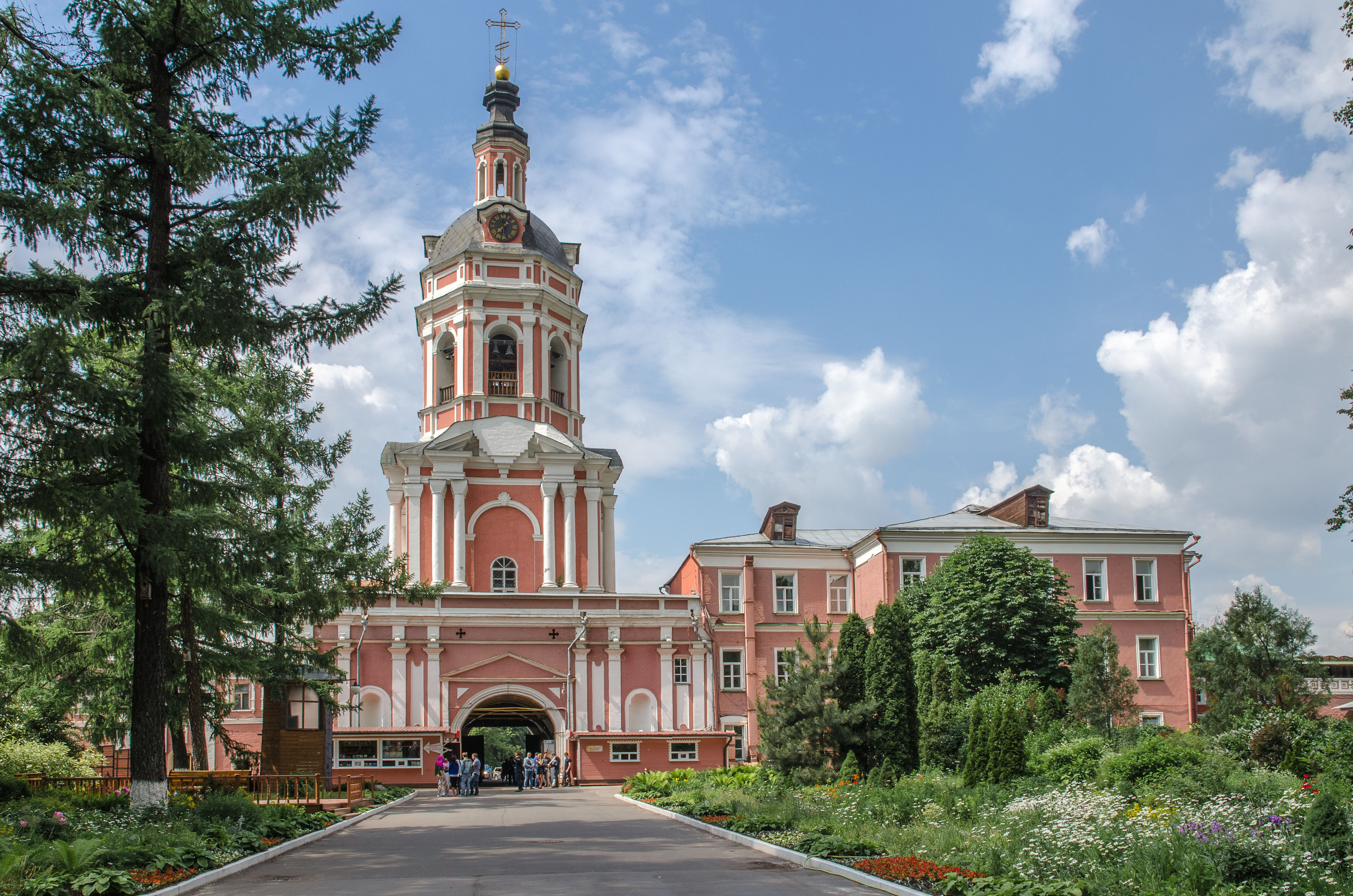
Западные ворота и Храм праведников Захарии и Елисаветы, 2013 год

В течение XVIII века сформировался архитектурный комплекс монастыря. С 1686 по 1711 год возводилась монастырская каменная ограда с двенадцатью башнями на средства Якова Кириллова, сына думного дьяка Аверкия Кириллова, владевшего палатами на Берсеневской набережной с домовой Никольской церковью. В 1714-м над северными вратами обители построили церковь в честь Тихвинской иконы Божией Матери. Возведение колокольни над западными вратами началось в 1730 году и велось под наблюдением трёх русских зодчих: с 1730 по 1733 год — Пьетро Антонио Трезини, в 1749-м — Дмитрия Ухтомского, достраивал колокольню архитектор Алексей Евлашев в 1750—1753 годах. После окончания работ на неё подняли колокола и установили часы. Через два года по прошению графини Софьи Головиной в ней освятили церковь во имя Захария и Елизаветы. Её устроили в четверике, а в восьмерике были созданы сквозные арки для колоколов. Во втором ярусе находился престол церкви Сергия. В 1758—1760 годах на территории обители поставили одноэтажное каменное здание монастырских келий.
В 1745 году указом императрицы Елизаветы Петровны обители пожалован статус ставропигиального монастыря. В 1747 году сюда предполагалось из Заиконоспасского монастыря в Китай-городе перевести Славяно-греко-латинскую академию, но это не произошло.
В 1771 году во время Чумного бунта в монастыре погиб архиепископ Амвросий (Зертис-Каменский). Опасаясь дальнейшего распространения эпидемии, он приказал убрать от Варварских ворот Китай-города Боголюбскую икону Божией Матери, что привело толпу в ярость, и скрывшегося в монастыре архиепископа убили. Его погребли в Старом Донском соборе.
В 1782—1785 годах итальянский художник Антон Клаудо расписал стены Большого собора евангельскими и библейскими сюжетами. В конце XVIII века внешний облик храма был изменён: надстроили основной объём четверика, скрыли ряды кокошников, кровля получила четырёхскатное завершение. Под шатровой колокольней и в трапезной части основного объёма и приделов были созданы места для погребения настоятелей.
Во время вторжении французов в Москву в Донском монастыре расположилась часть полка второй конной гвардии. В братских кельях поселились рядовые, с некоторыми стояли лошади. Обитель была разграблена: украли венцы с икон, оклады, ризы и все драгоценные украшения. Во многих помещениях были выломаны полы, двери, рамы, перегородки. На пожертвования атамана Донского казачьего войска графа Матвея Платова восстановили обитель и изготовили новые ризы на иконы иконостаса Большого собора.
В 1834 году начало работу духовное училище, в котором готовили учеников к поступлению в семинарию. В монастыре находилась также иконописная палата имени Н. Д. Селезнёва для обучения живописи и исполнения работ по заказам.

### XX—XXI века
В 1914 году на территории Нового Донского кладбища монастыря освятили храм во имя преподобных Серафима Саровского и Анны Кашинской. В 1927 году его преобразовали в крематорий.
В 1918 году монастырь, как и многие другие религиозные учреждения на подконтрольной Советскому правительству территории, был формально закрыт властями, но де-факто продолжал действовать в условиях когда Российская церковь принципиально не признавала и игнорировала распоряжения и «узаконения» Совета народных комиссаров. С мая 1922 года в бывших казначейских покоях у северных врат монастыря содержался под арестом патриарх Московский и всея России Тихон. В декабре 1924 года на него было совершено покушение, во время которого убили его келейника Якова Полозова. Тихон скончался через год, 25 марта, в клинике Бакуниных на Остоженке и был погребён в Малом соборе.
Вскоре после ареста Патриаршего местоблюстителя митрополита Петра, в 1925 году, в монастыре под председательством архиепископа Екатеринбургского Григория состоялось совещание десятерых архиереев, образовавшее «Временный высший церковный совет», что положило начало григорианскому расколу.
К 1926 году монастырь числился в списках Московского отдела народного образования как открытый для посещения историко-культурный и бытовой музей. В том же году его передали в управление Музейного отдела Главнауки. В 1929 году музей закрыли, общину ликвидировали, а на их месте начал работу Антирелигиозный музей искусств. Ценные документы XVIII—XIX веков из архива монастыря были перемещены в государственные архивы — в Российский государственный архив древних актов и Центральный исторический архив Москвы.
В 1934 году монастырь был передан Музею архитектуры, относившемуся к Академии архитектуры СССР. В него свезли детали, скульптурные фрагменты многих сносимых сооружений, в том числе храма Христа Спасителя, Сухаревой башни и церкви Успения Божией матери на Покровке. В церкви Архангела Михаила, в которой находилась усыпальница Голицыных, устроили музей скульптуры. В 1936 в обитель привезли детали разобранных Триумфальных ворот, стоявших на площади Белорусского вокзала. Их вновь собрали и установили на Кутузовском проспекте в 1967 году.
С 1946 по 1960 год проводились богослужения в Малом соборе. Во время хрущёвских гонений храм было предложено закрыть, однако его удалось отстоять, объединив с приходом близлежащего храма Ризположения на Донской; богослужения совершались по двунадесятым праздникам, на престольный праздник, в дни Великого поста, а также в памятные дни служились заупокойные службы по патриарху Тихону. Также в Малом соборе с 1946 года совершается мироварение.

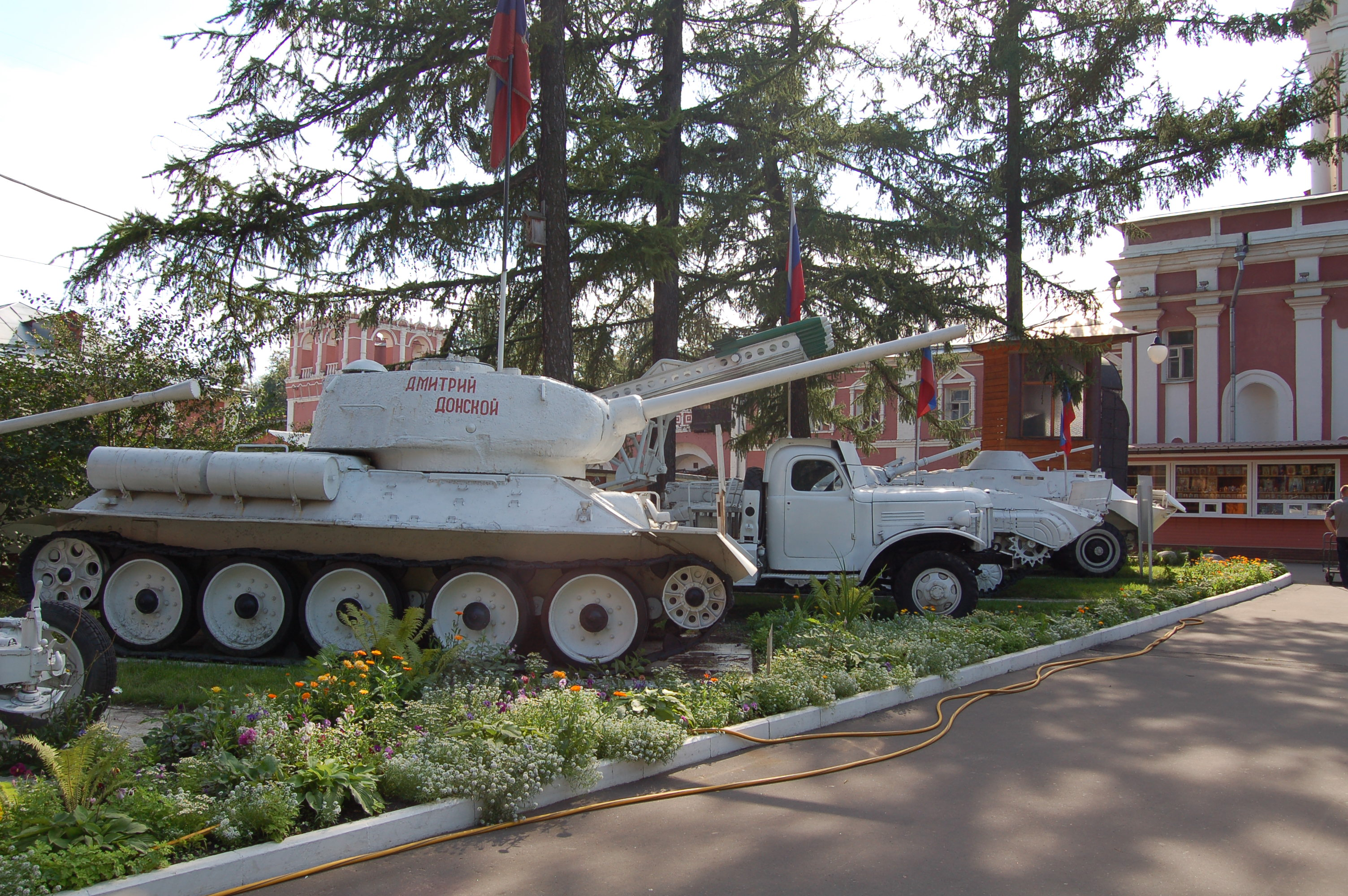
Бронетехника, установленная за входными вратами в 1990-х годах, 2008 год

30 октября 1990 года решением Мосгорисполкома семь храмов Донского монастыря были переданы Русской православной церкви. В мае 1991 года в монастыре возродилась монашеская жизнь. Первым наместником назначили архимандрита Агафодора (Маркевича). В том же году в честь 400-летия монастыря в нём состоялся крестный ход во главе с патриархом Алексием II. В феврале 1992-го во время ремонта Малого собора был обнаружен гроб с мощами патриарха Тихона. Его причислили к лику святых, а останки перенесли в раку в Большой собор. В 1998-м возобновили богослужение в храме Серафима Саровского.
В 1990-х годах, по мнению исследователей, исторически сложившийся облик обители был искажён поставленной сразу за входными вратами бронетехникой, уцелевшей в Великой Отечественной войне, и новыми постройками. В конце 1990-х — начале 2000-х годов при наместнике Агафодоре интерьер трапезной Малого собора расписал художник Алексей Россаль-Воронов. За эти росписи художник был удостоен патриаршей награды — медали преподобного Сергия Радонежского.
В 2014—2016 годах была проведена реставрация Малого собора: заменили поздние конструкции крыш объёмов трапезной, приделов и собора на новые — исторических форм, восстановили кресты на колокольне и главах приделов. Фасады окрасили в цвет, обнаруженный при натурном обследовании, воссоздали растёсанные окна XVI века.

Горельефы снесённого храма Христа Спасителя, 2011
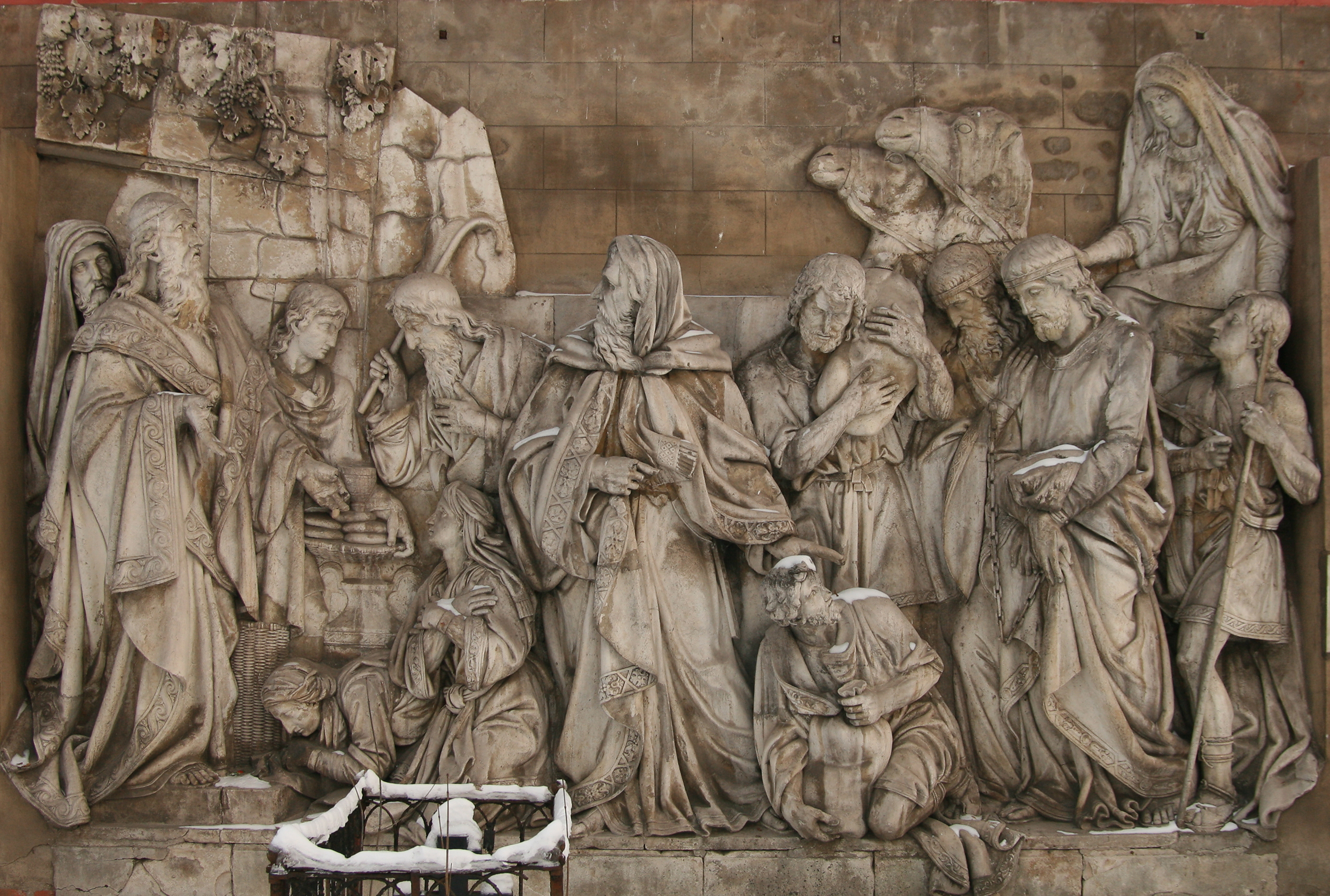
Мелхиседек встречает Авраама с пленёнными им царями. Скульптор Александр Логановский
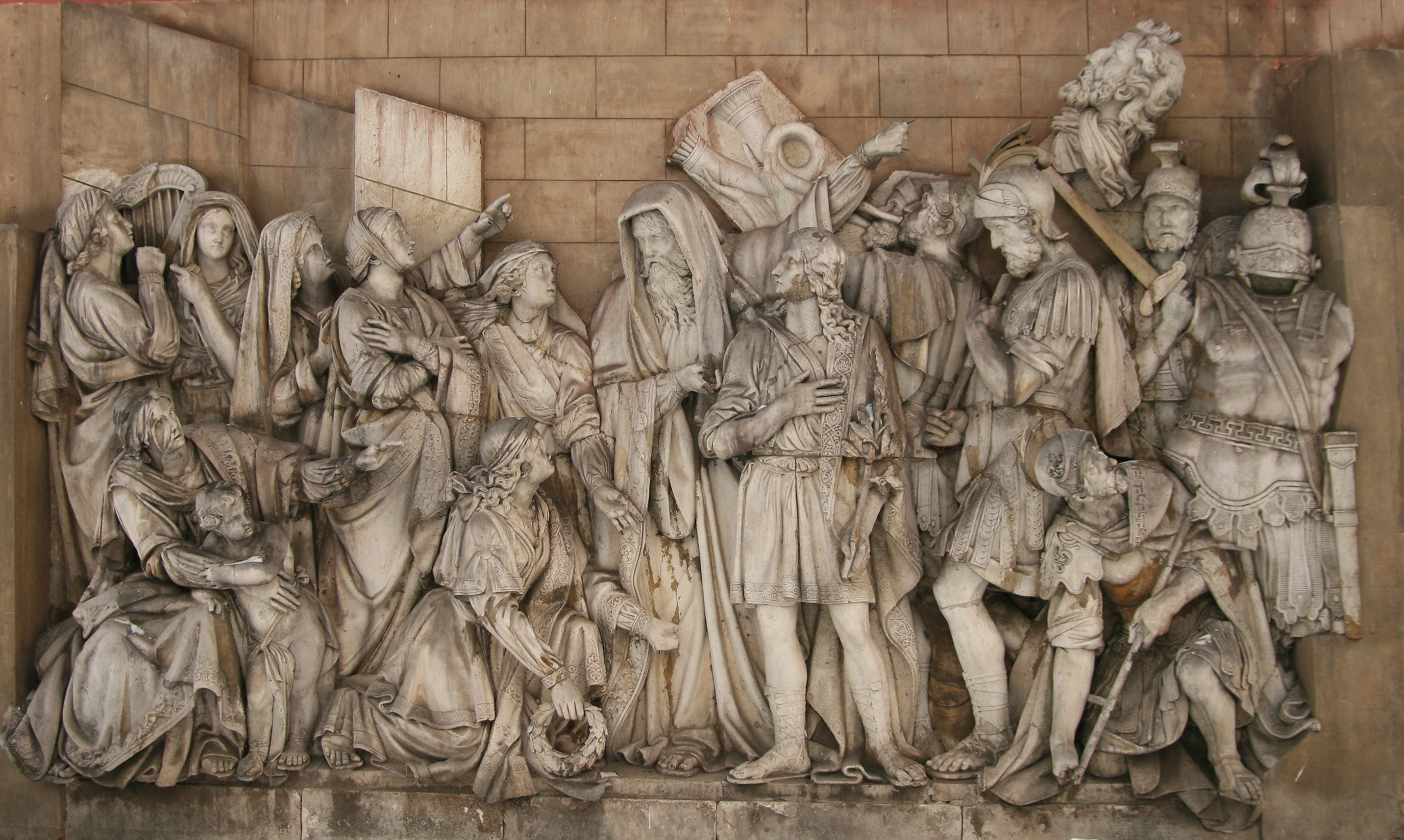
Встреча Давида, победившего Голиафа. Скульптор Александр Логановский
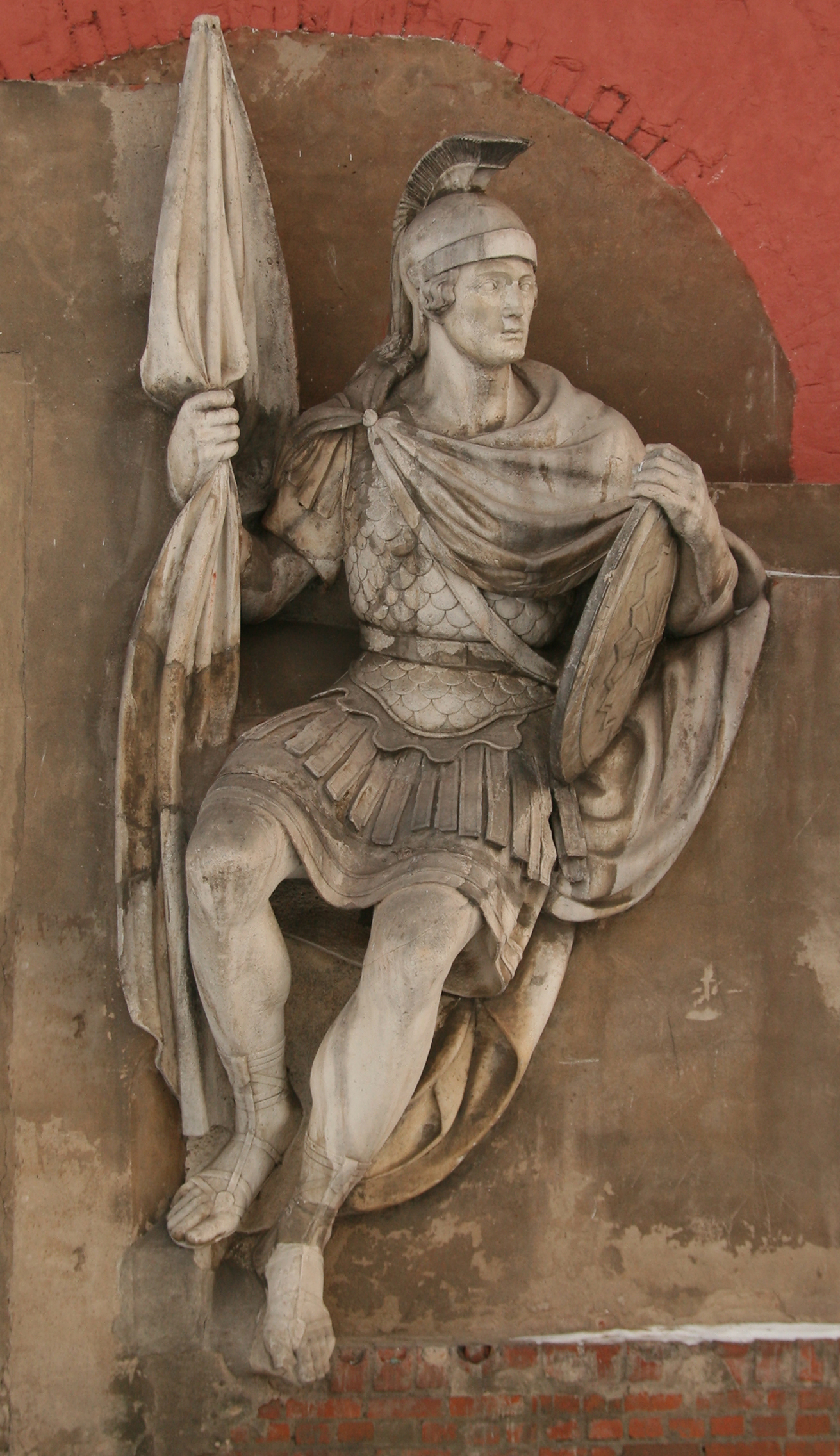
Воин Георгий. Скульптор Николай Рамазанов
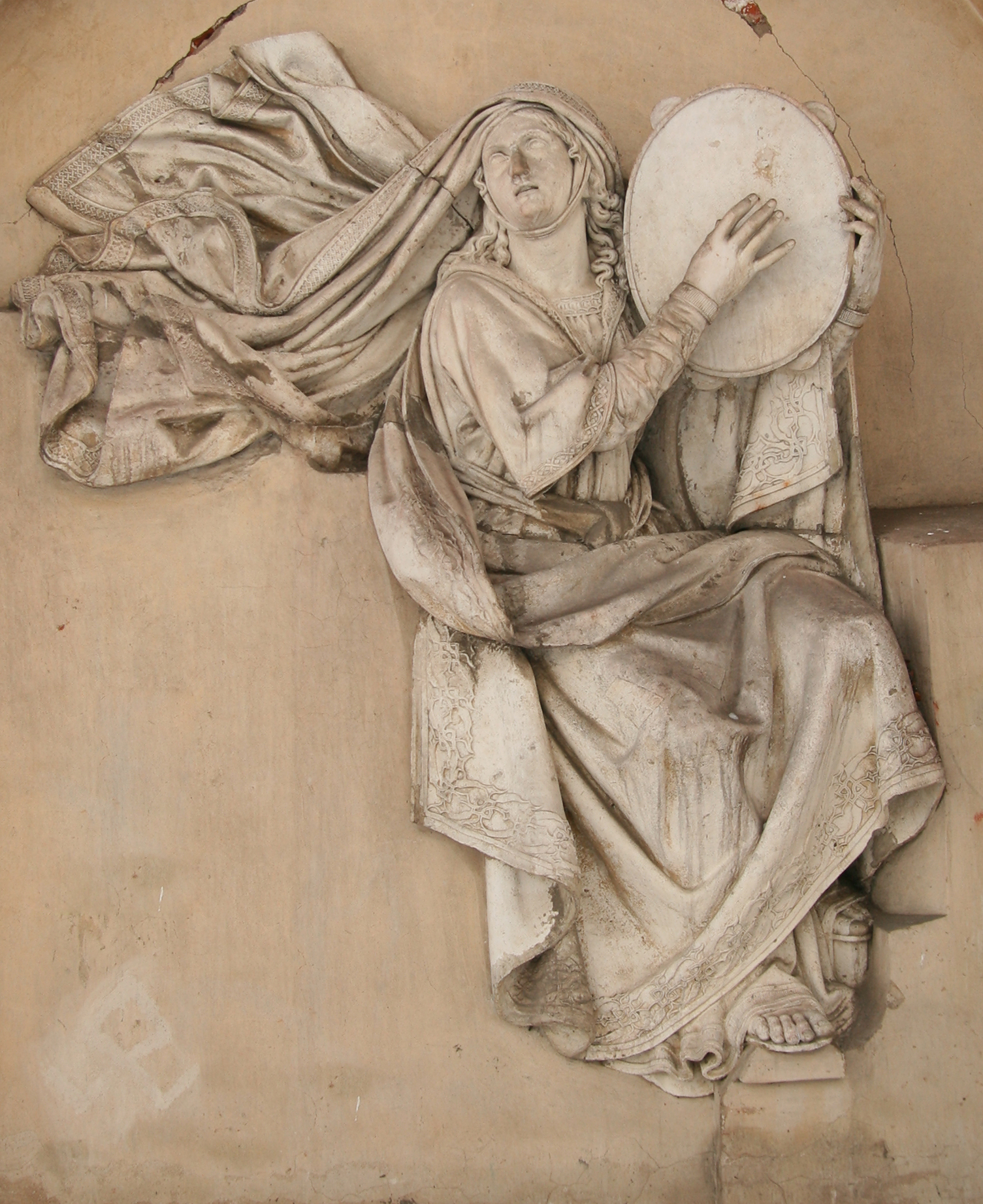
Мириам, воспевающая победу своего народа над врагами. Скульптор Александр Логановский
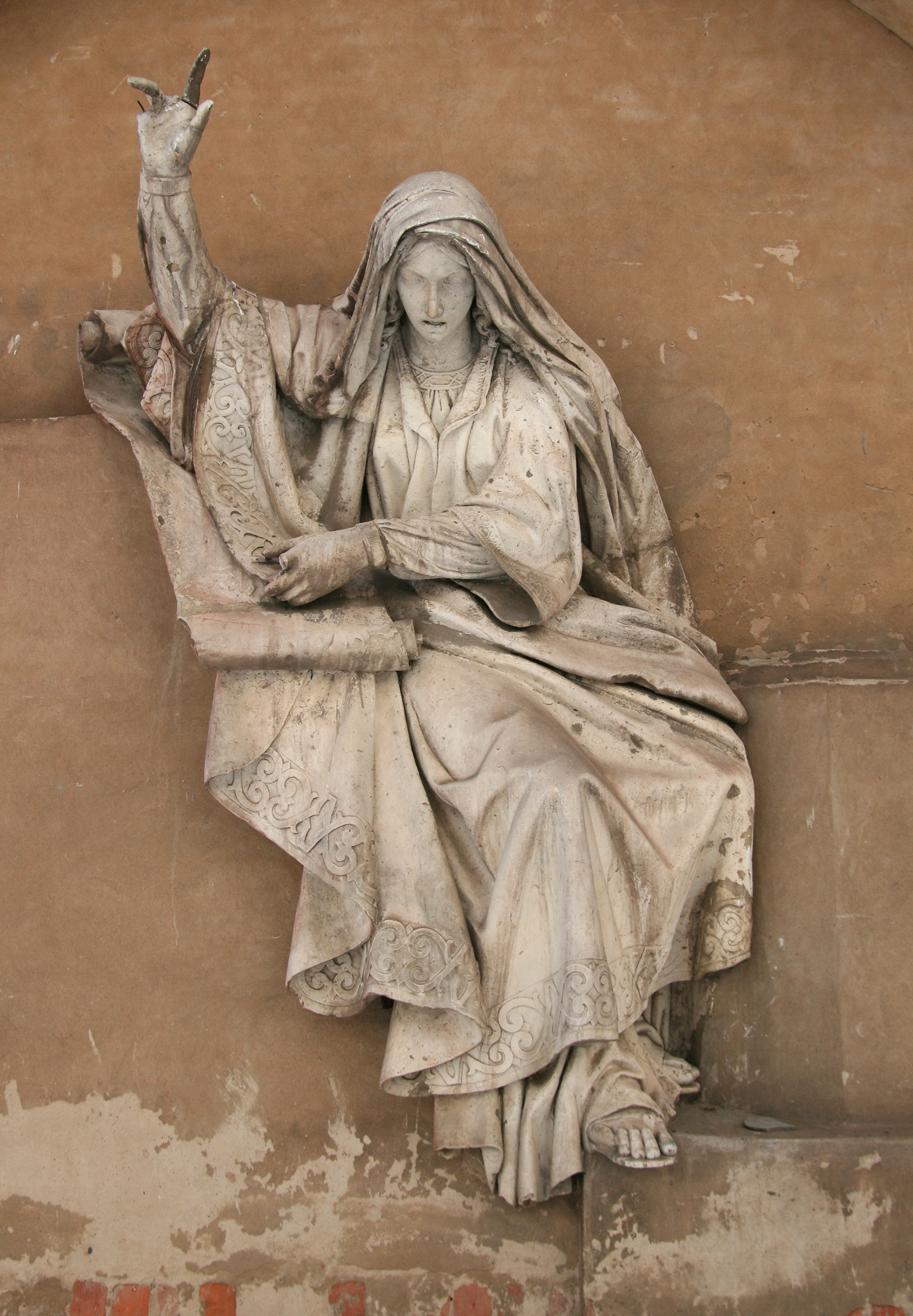
Девора, призывающая народ к борьбе с поработителями. Скульптор Александр Логановский

## Архитектурный ансамбль

### Малый собор Донской иконы Божией Матери
Древнейший храм-памятник русскому воинству в монастыре, возведённый в формах московской архитектуры XVI века. В первоначальном виде в плане он был почти квадратным, с тремя округлыми апсидами. Его объём завершался тремя ярусами кокошников, световым барабаном и шлемовидным куполом. Позднее к собору, по распоряжению царя Фёдора Алексеевича, пристроили с севера и юга два придела — великомученика Феодора Стратилата и преподобного Сергия. В том же году с запада возвели трапезную, в 1679-м была сооружена шатровая колокольня, а шлемовидный купол заменили существующей главой. В конце XVII века собор и приделы расписывали мастера Оружейной палаты живописцы Леонтий Чулков и Фёдор Евтиев. Под храмом находятся ряд захоронений, среди них — чугунная плита над прахом фельдмаршала Николая Репнина. Основной объём постройки перекрыт трёхступенчатой пирамидой кокошников, завершающейся куполом на стройном барабане. Реставрационные работы, проведённые в 1950—1952 годах по проекту искусствоведа Николая Соболева, вернули храму первоначальные формы обрамления порталов и окон.

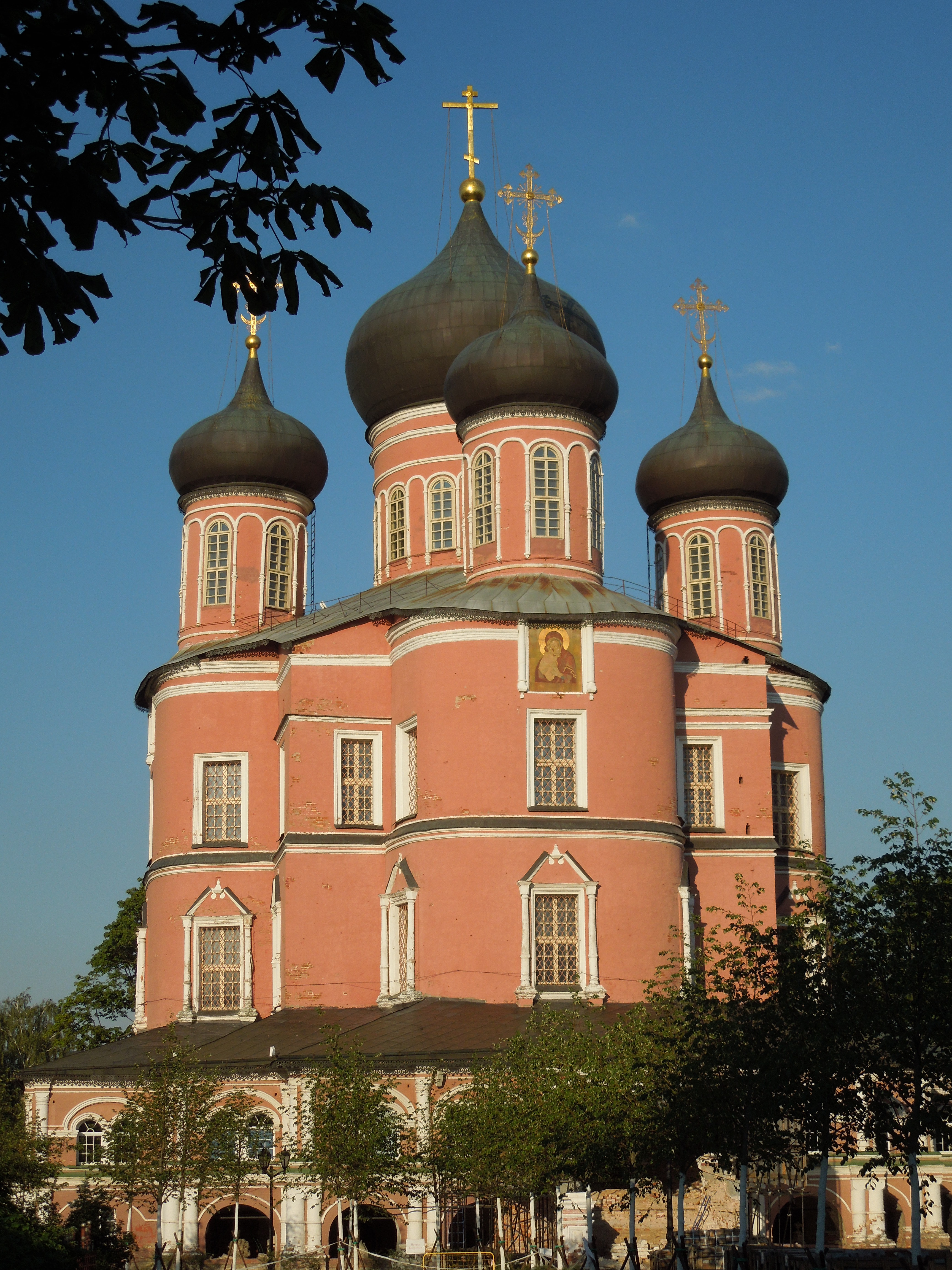
Большой собор

### Большой собор Донского монастыря
Является архитектурной доминантой монастыря. Был возведён в 1698 году и освящён митрополитом Сарским и Подонским Тихоном (Воиновым). Под алтарём собора в 1712 году имеретинским царём Арчилом был создан придельный храм Сретения Господня — усыпальница царей Имеретинских, царевичей и князей грузинских Дадианов и Багратионов. В 1748 году по чертежу Василия Обухова к собору с юга пристроили двухэтажную ризницу с характерными для того времени барочными наличникам. В 1752-м на вклады купца Кузьмы Замятина в храме были устроены чугунные полы из литых плит с шаблонным орнаментом, которые сохранились до настоящего времени.
Собор лепестковой формы венчают вызолоченные пять глав — большая в центре и четыре вокруг, ориентированные по сторонам света. Основной объём окружён широкой двухъярусной арочной галереей. К ней с запада, севера и юга примыкают три лестничные паперти, выстроенные на сводах, опирающихся на двойные столбы в арках.
Восьмиярусный иконостас Большого собора был создан в несколько этапов. В 1695 году Карп Золотарёв создал два нижних ряда, через год Абросим Андреев и Григорий Алексеев воздвигли «апостольский» ярус с резными декорами. В 1699-м иконостас был завершён этими же мастерами. Бо́льшая часть икон относится к XVII веку, за исключением Донской иконы Богоматери — конца XV столетия.
Освящён 18 августа 1991 года.

### Надвратная церковь Тихвинской Иконы Богоматери
Главный вход в церковь расположен напротив Большого собора, с северной стороны ограды. По мнению историка Игоря Грабаря, её архитектором был Иван Зарудный. Выполненная в стиле московское барокко, она имеет звёздообразный план и четыре яруса. Верхний уровень отделён от внутреннего пространства сводами с открытыми арками и предназначен для звонницы. В этом храме было разрешено молиться патриарху Тихону во время заточения. Около паперти сохранилась чугунная кованая решётка начала XVIII века. Иконостас поставлен в 1782 году на средства Аграфены Татищевой.

### Храм праведников Захарии и Елизаветы
Первое упоминание об устройстве колокольни относится к марту 1730 года, когда настоятель монастыря архимандрит Илларион (Рогалевский) обратился к императрице Анне Иоанновне с прошением выделить средств на строительство. К 1753-му были завершены основные работы по отделке проездных ворот, собора и колокольни. В 1755 году в нижнем ярусе колокольни освятили храм во имя праведных Захария и Елизаветы. После разорения монастыря французскими войсками в 1812 году он был упразднён, а в его помещении расположился архив монастыря.
В 1980-е годы Музеем архитектуры была проведена комплексная реставрация западных ворот с церковью-колокольней. Фасады здания получили первоначальный барочный облик XVIII века. В середине 1990-х храм восстановили. Тогда же в проездной арке ворот художница Н. П. Ермакова выполнила росписи с сюжетами из истории монастыря.

### Храм преподобного Александра Свирского
Возведён в 1786—1789 годах в честь небесного покровителя графа Николая Зубова. Выполнен в стиле классицизм, фасады украшают пилястры. К 1950-му интерьер был полностью утрачен, его восстановили 1996 году, заново расписав и установив новый иконостас.

### Храм преподобного Иоанна Лествичника
Построен в 1898 году в стиле русский историзм на средства генерал-майора И. Ф. Терещенко. Первоначально это была часовня-усыпальница для его семьи, позже переоборудованная в церковь. С западной части к храму примыкает закрытое крыльцо-паперть. Стены украшены декоративными орнаментами из формового кирпича и лепными деталями. Фасады были отреставрированы в 1989-м, через год восстановили росписи интерьера. В середине 1990-х годов в храме установили новый иконостас.

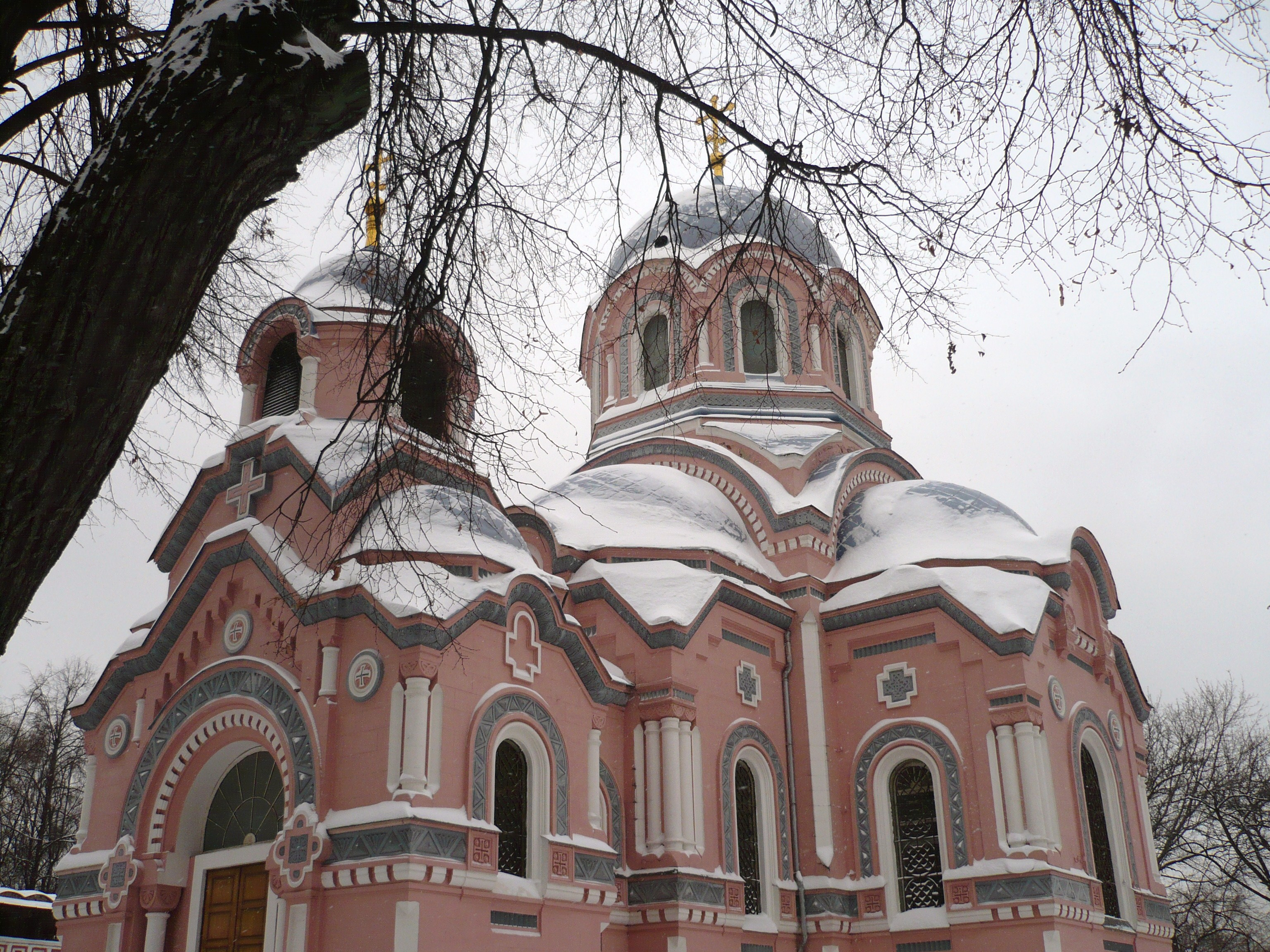
Церковь Иоанна Златоуста

### Церковь Иоанна Златоуста и великомученицы Екатерины
Выполнена в византийском стиле по проекту Альфонса Венсана в 1888—1891 годах на средства Е. А. Первушиной, в память мужа Ивана Андреевича, как родовая усыпальница. Возведение храма происходило под руководством архитекторов Владимира Шера, В. П. Гаврилина и М. П. Иванова. В нижнем ярусе в 1897-м освящена придельная церковь великомученицы Екатерины. В 1980-е годы внутри размещались фототека и фонды Музея архитектуры.

### Храм преподобного Серафима Саровского и Анны Кашинской
Построен по проекту Зиновия Иванова в 1904 году на Новом кладбище с тремя престолами и звонницей над западным входом. В 1927-м был переделан в крематорий под руководством Дмитрия Осипова.

### Храм Георгия Победоносца
Построен в 2000 году, расписан в 2001-м в технике сухой фрески. Представляет собой восьмерик, декорированный плоскими пилястрами. Увенчан округлой крышей и ярусом колокольного звона.

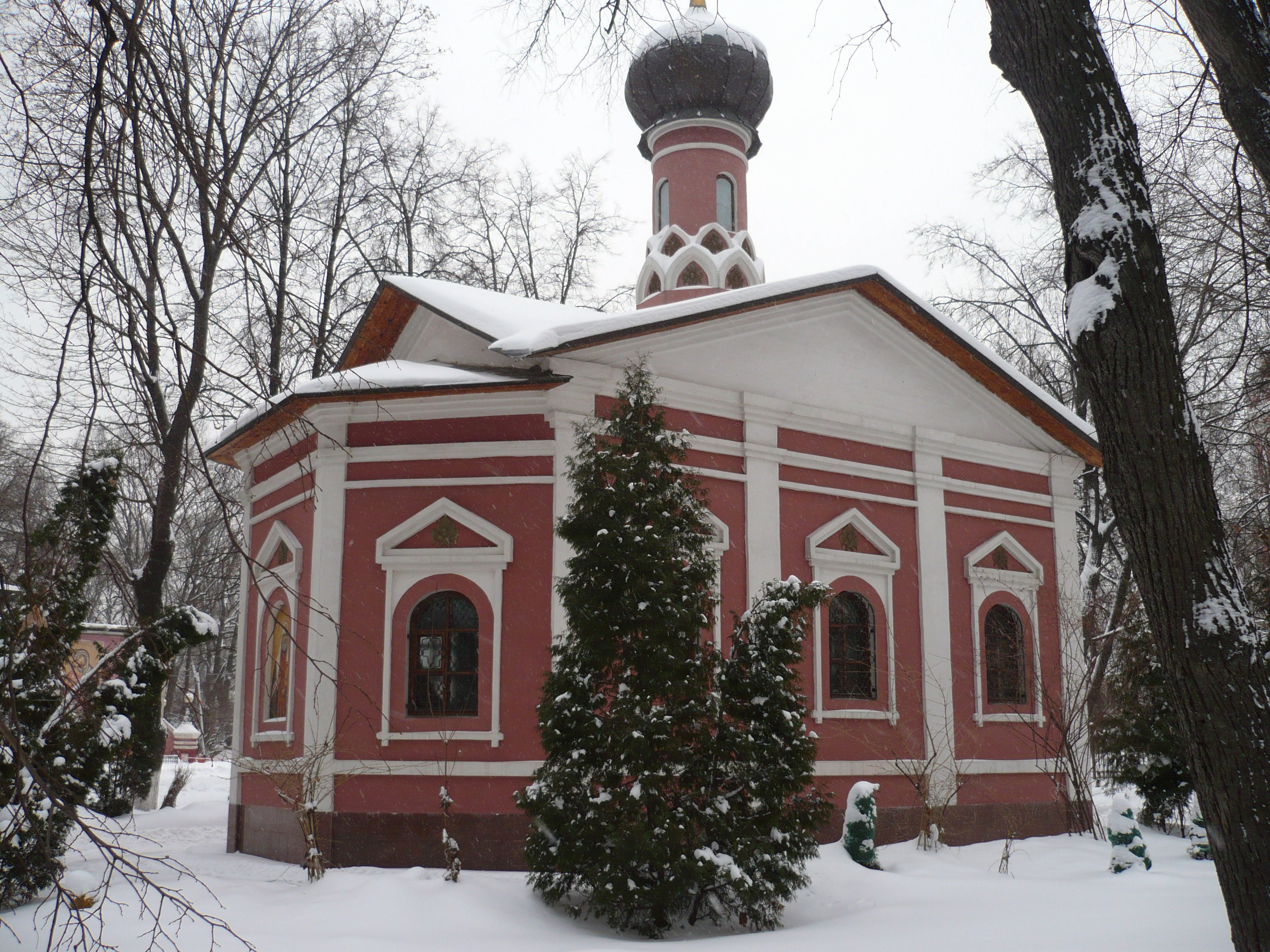
Церковь святителя Тихона

### Церковь святителя Тихона, патриарха Всероссийского
Была основана в 1997 году по благословению патриарха Алексия II. Выполнена из кирпича, покрыта кровлей на восемь скатов. Храм увенчан луковичной главой на высоком барабане, декорированном в нижней части кокошниками. Интерьер расписан в 1998-м художницей Н. П. Ермаковой. В цокольной части находится крипта с приделом в честь благоверного князя Вячеслава Чешского.

### Церковь Михаила Архангела
Построена на средства княгини Анны Голицыной в 1806—1809 годах на месте обветшавшей церкви во имя Евфимия Великого, возведённой в 1714-м. Выполнена в стиле русский ампир по проекту Ивана Евготова и представляет собой кубический объём, увенчанный главой на широком барабане. С запада прежнего храма была больница, обращённая при перестройке в трапезную. В 1894 году по проекту архитектора М. П. Иванова к храму пристроили каменные тамбуры для входа в усыпальницу с северного и южного фасадов. В ней похоронены участники Отечественной войны 1812-го — князья Дмитрий и Николай Голицыны, Алексей Щербатов. В 1990-х годах была проведена реставрация: раскрыли росписи, в центральном барабане восстановили изображение Христа Пантократора, в простенках окон — изображения ангелов, а на парусах — образы евангелистов.

### Церковь в честь князя Александра Невского
Возведена в 2006 году на месте бывших монастырских огородов. Венчается барабаном и луковичной главой.

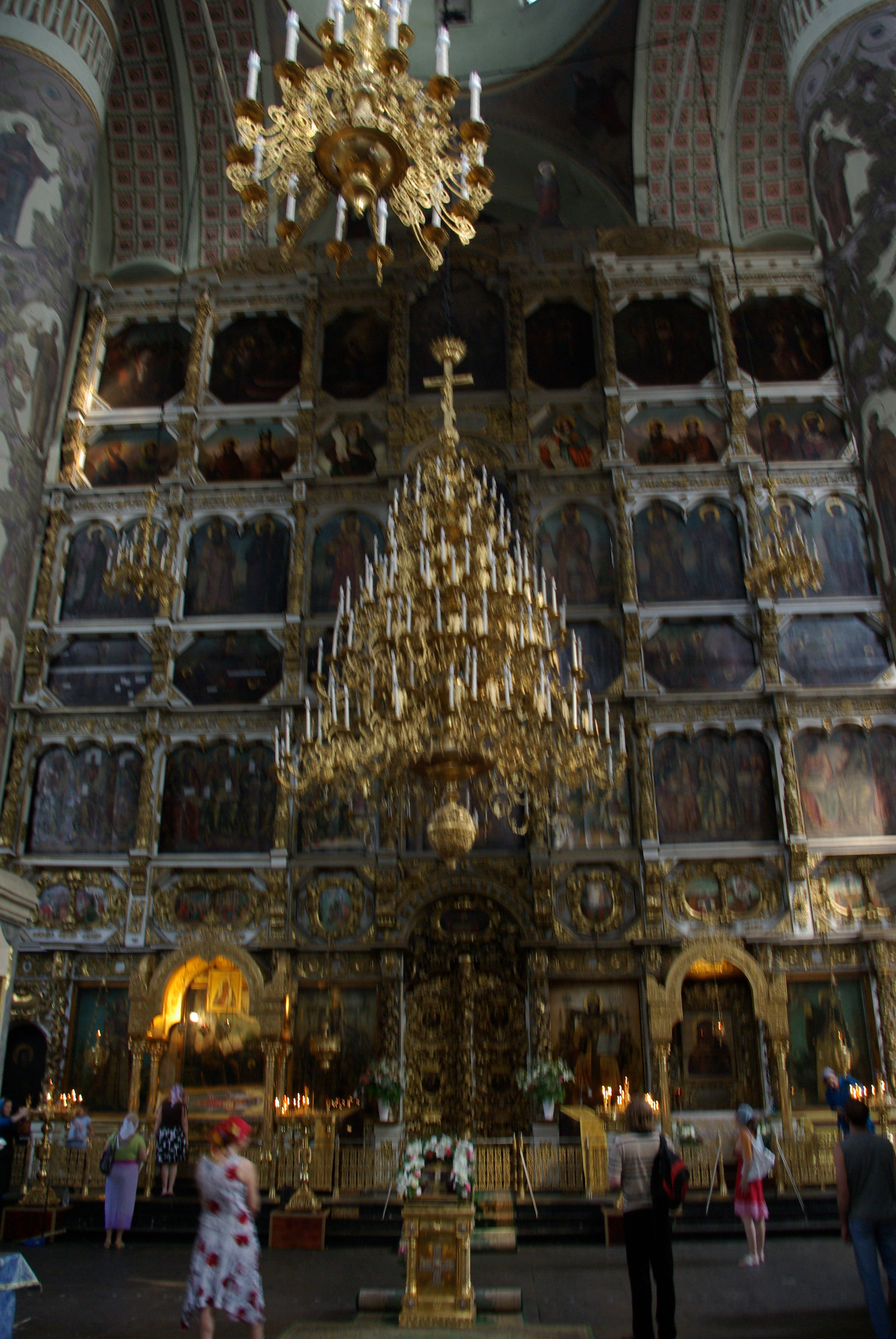
Иконостас Большого собора, 2010 год
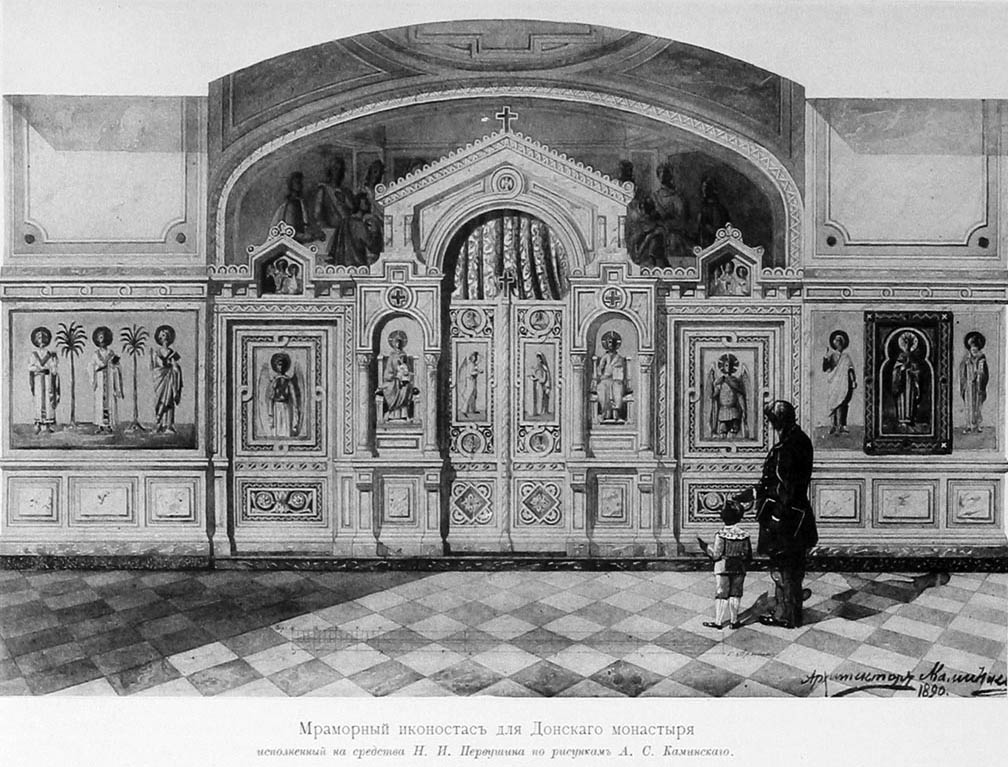
Иконостас церкви Иоанна Златоуста и великомученицы Екатерины, 1890 год
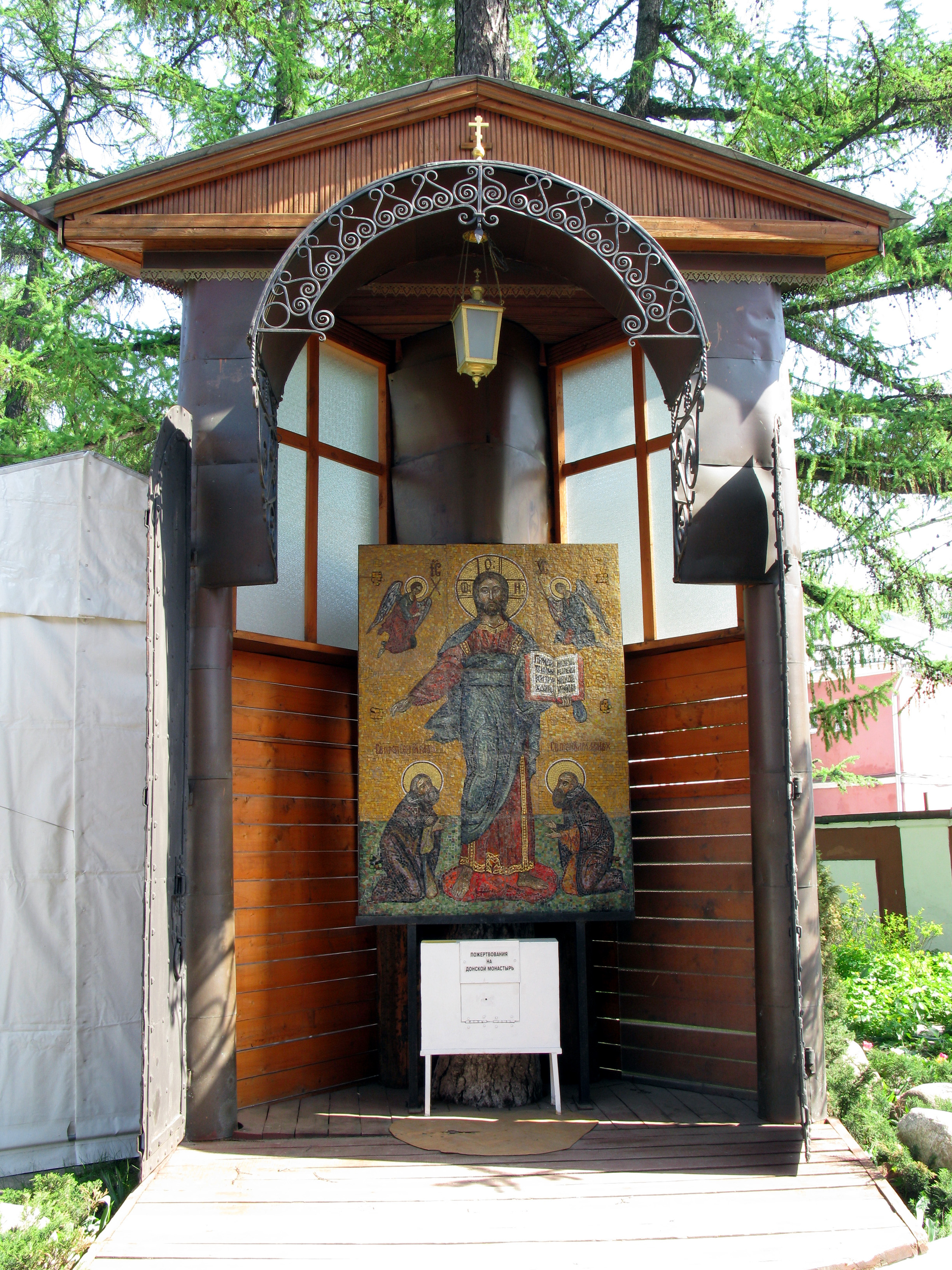
Мозаичная икона Спасителя у входа в Донской монастырь, 2010 год

## Некрополь

Некрополь русского дворянства и богатого купечества на территории монастыря — единственный в Москве, переживший без существенных потерь советское время. В нём похоронены писатели, поэты, архитекторы, учёные: Александр Сумароков, Михаил Херасков, Василий Пушкин, Пётр Чаадаев, Владимир Одоевский, Василий Майков, Осип Бове, Николай и Дмитрий Бантыш-Каменские, Василий Ключевский, Николай Жуковский и другие известные деятели. Уникальным надгробием барочного типа является саркофаг генерал-поручика Александра Брюса. Образцом надгробия позднего классицизма является памятник на могиле княжны Анны Петровны Кожуховой — «Скорбящий гений», выполненный из меди скульптором Иваном Мартосом. В начале XX века построена часовня-усыпальница Левченко в неорусском стиле по проекту архитектора Романа Клейна.
К началу XX века монастырский некрополь был переполнен. Московские власти приняли решение отвести территорию к югу от монастыря под Новое Донское кладбище, захоронения на котором продолжались на протяжении почти всего XX столетия. На старом кладбище новые захоронения разрешены лишь в порядке исключения.
В 2000-х годах в монастырском некрополе был перезахоронен прах выдающихся деятелей Белого движения и белой эмиграции: Ивана Шмелёва, Антона Деникина, Ивана Ильина, Владимира Каппеля. В 2008-м за алтарём храма Иоанна Лествичника похоронили писателя и общественного деятеля Александра Солженицына.

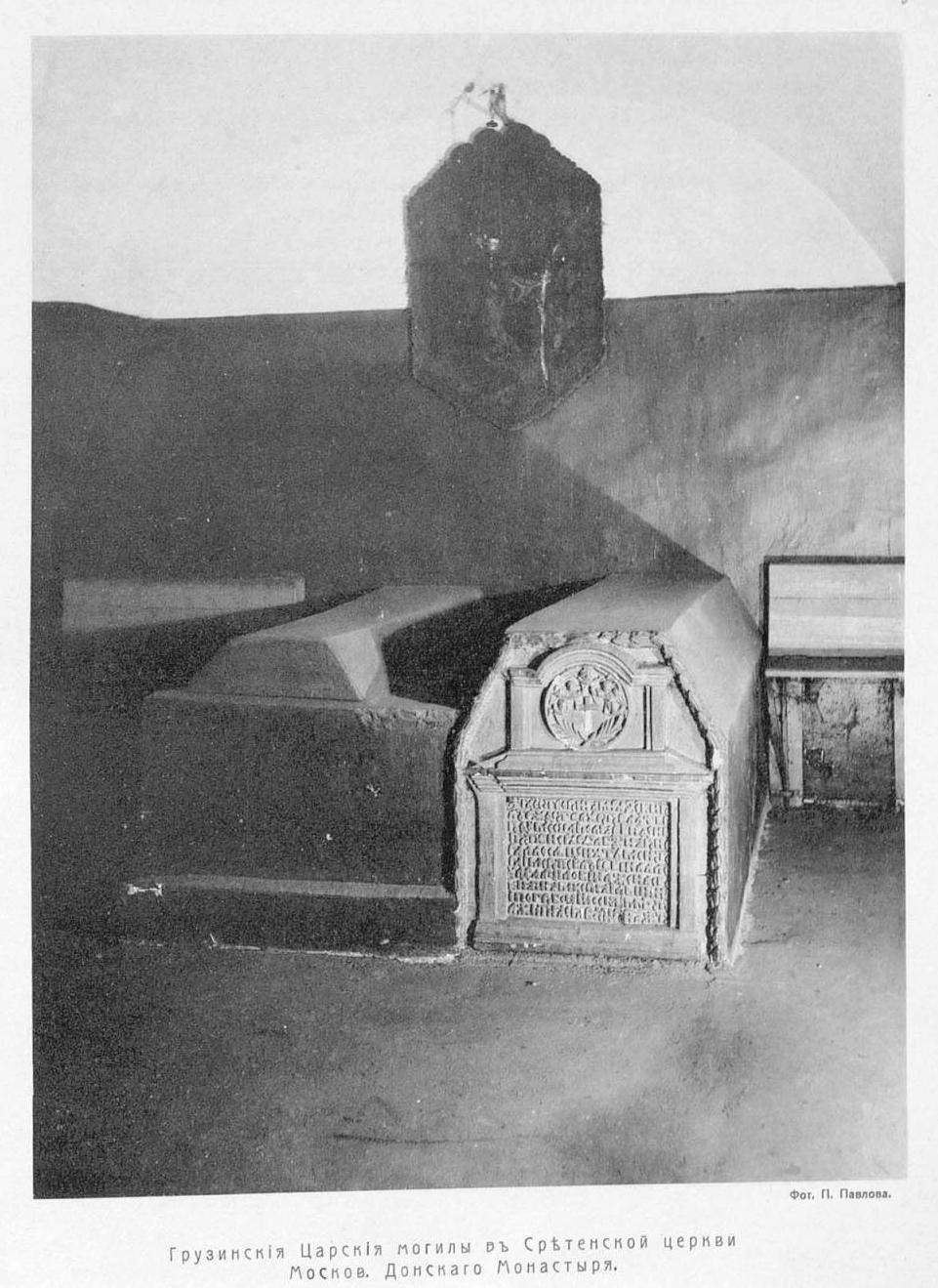
Грузинские царские могилы, 1913 год
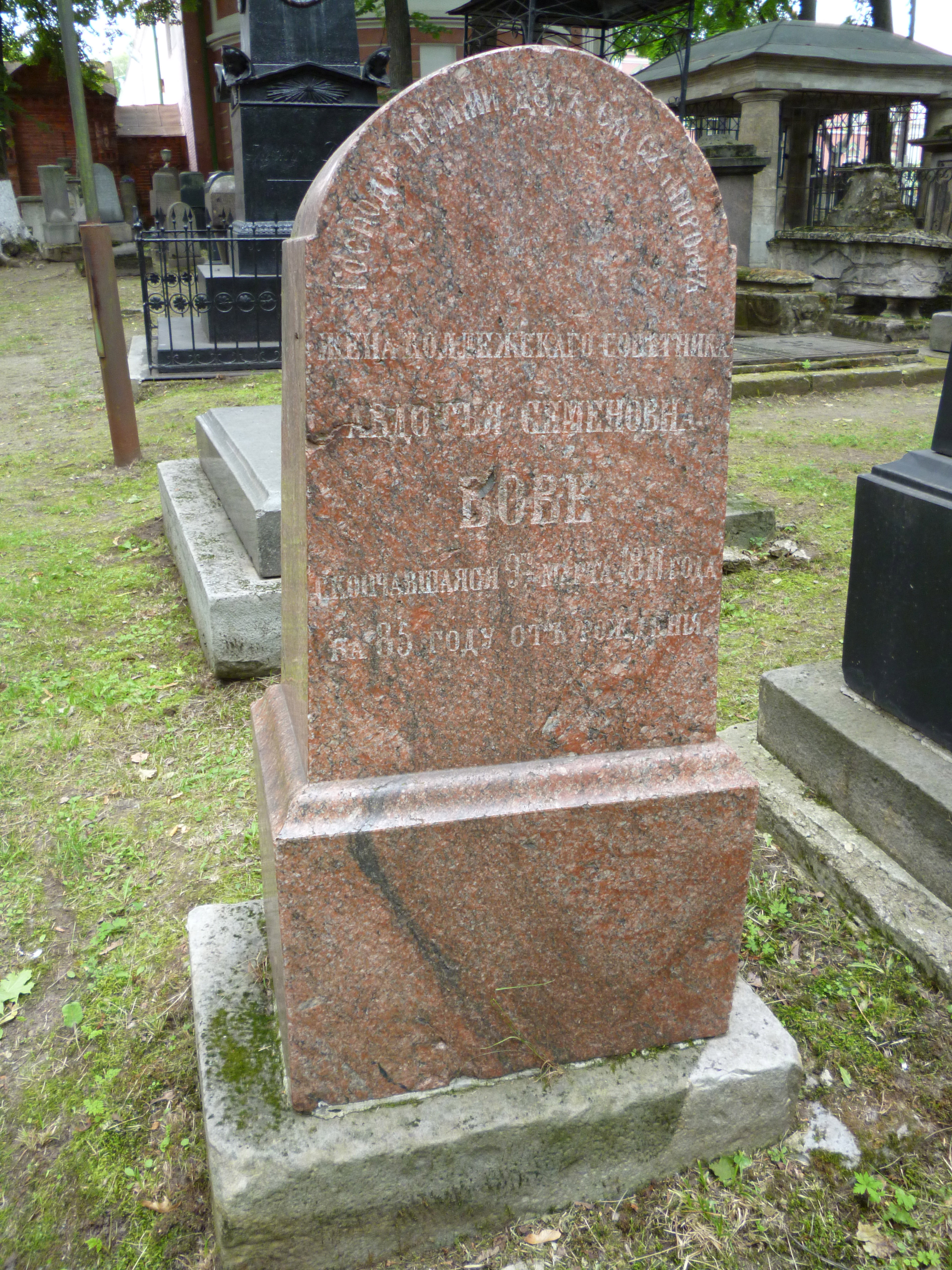
Могила Авдотьи Семёновны Бове, 2013 год
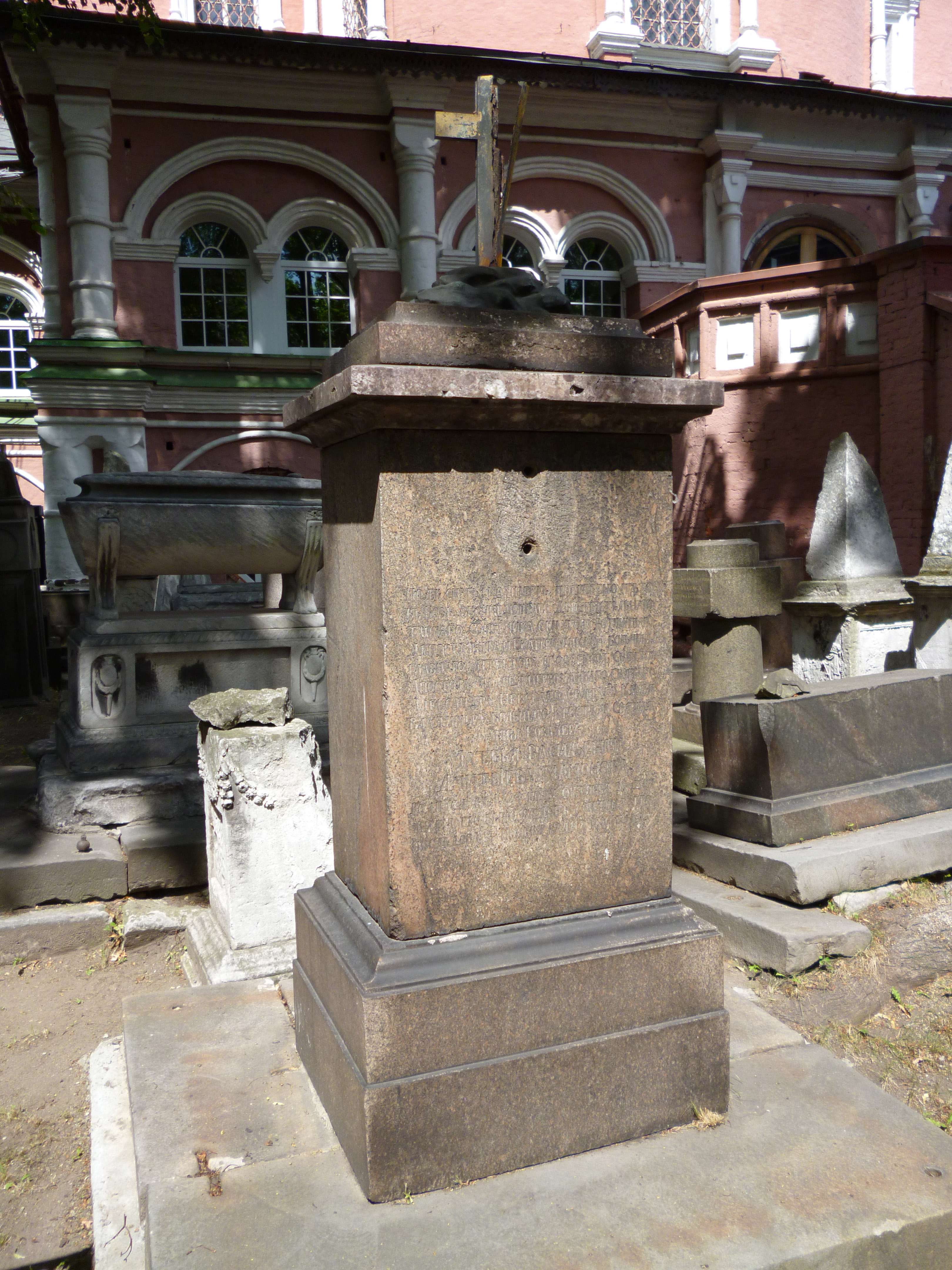
Надгробие Матвея Дмитриева-Мамонова, 2013 год
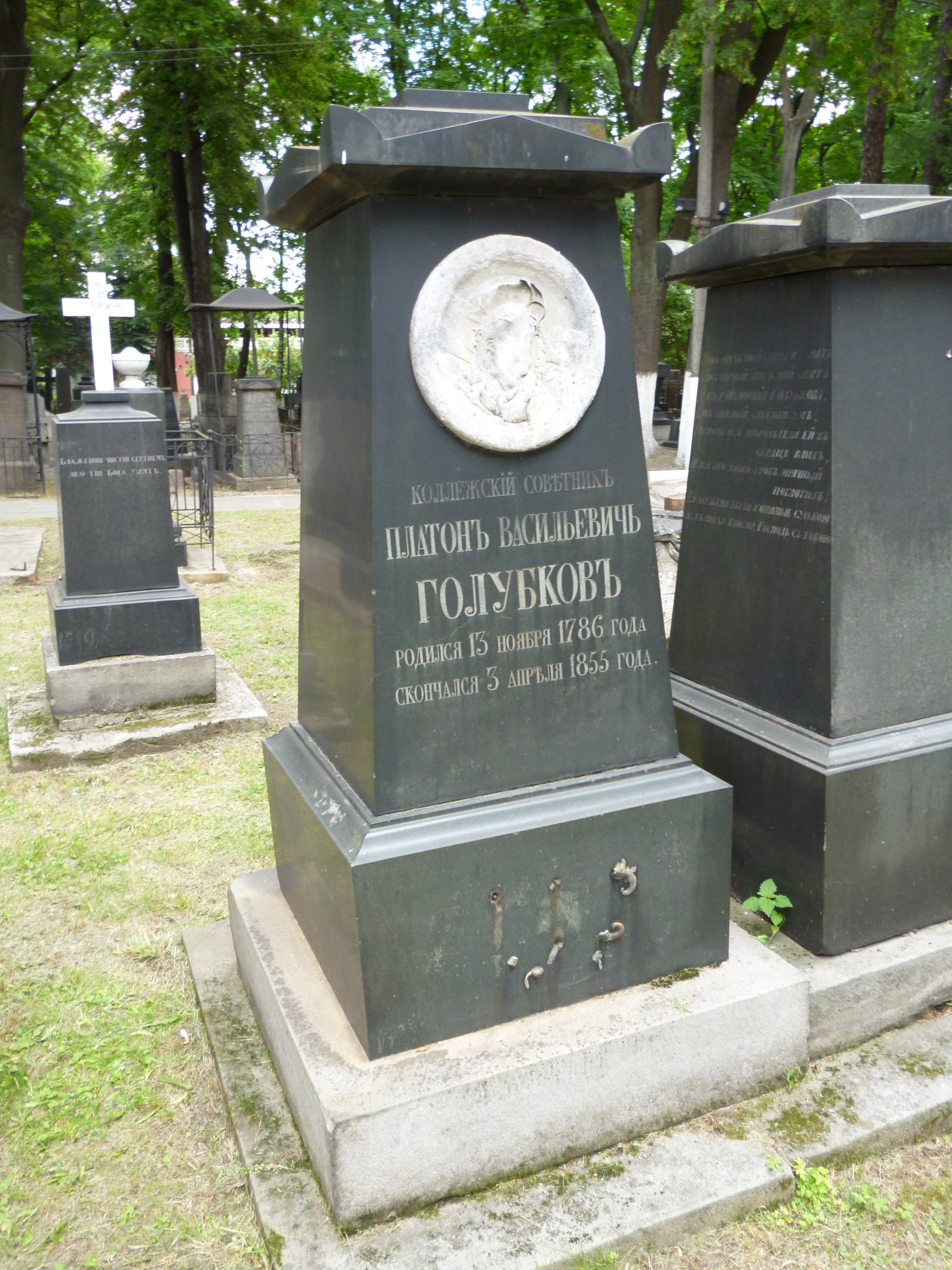
Могила Платона Голубкова, 2013 год
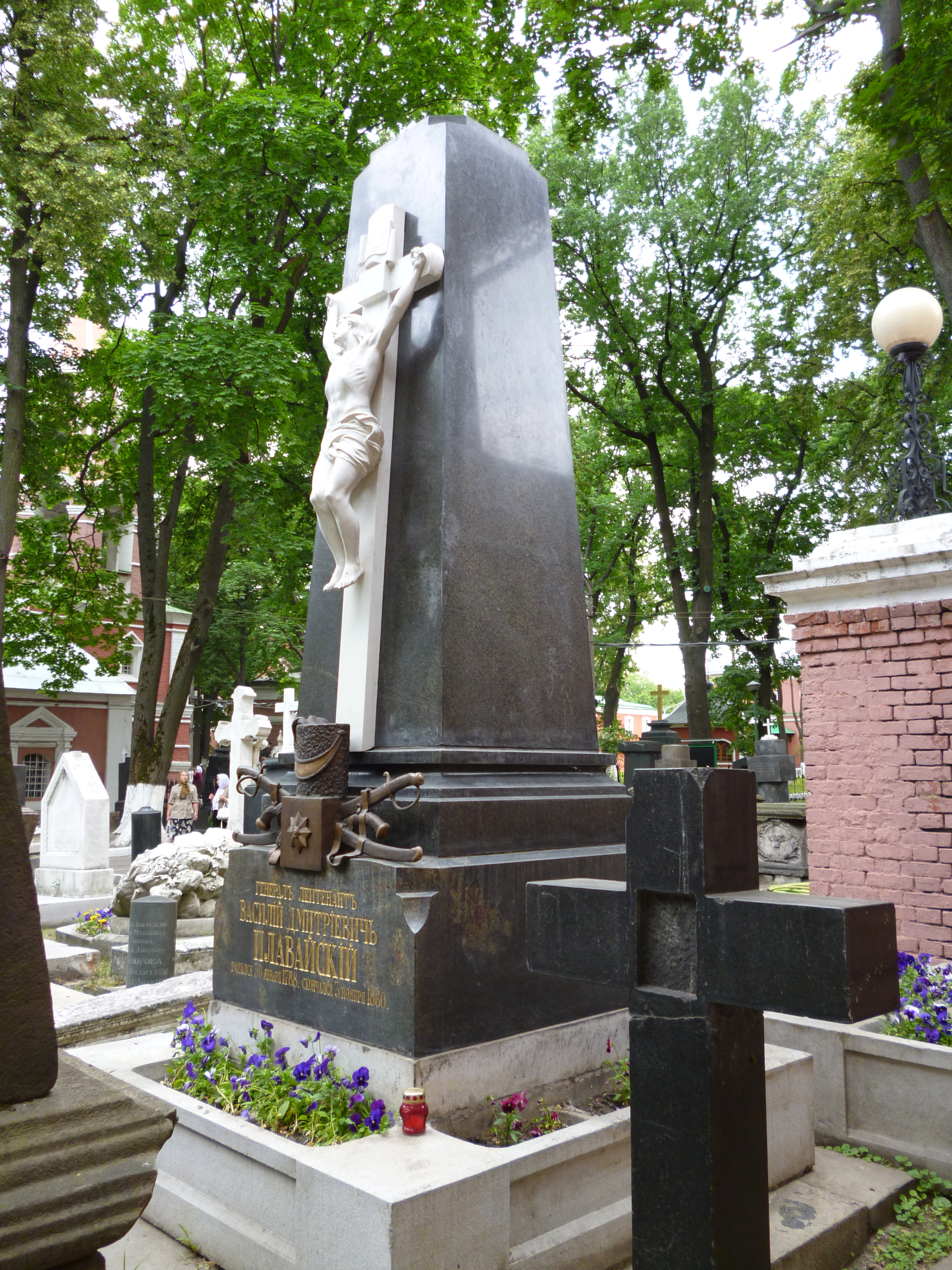
Могила Василия Иловайского, 2013 год

## Служители монастыря
Архимандриты
- архимандрит Антоний (Одинович) (7 июля 1689—1705)
- архимандрит Лаврентий Грузинец (1705—1720)
- архимандрит Иоаким (Струков) (24 декабря 1721 — 4 июня 1727)
- архимандрит Иларион (Рогалевский) (24 октября 1728—1732)
- архимандрит Порфирий (Крайский) (12 мая 1747 — 30 мая 1748)
- архимандрит Иоанн (Козлович) (8 мая 1748—1753)
- архимандрит Варлаам (Лящевский) (1753—1774)
- архимандрит Феофилакт (Горский) (1774 — 18 сентября 1776)
- архимандрит Павел (Зернов) (сентябрь 1776—1778)
- архимандрит Аввакум (Миланкович) (1779 — 1 марта 1792)
- архимандрит Платон (Любарский) (31 марта 1792—1794)
- архимандрит Иоанникий (Полонский) (февраль 1794—1795)
- архимандрит Иакинф (Карпинский) (1795—1797)
- архимандрит Евлампий (Введенский) (1798—1801)
- архимандрит Виктор (Антонский-Прокопович) (1801 — 11 декабря 1809)
- архимандрит Иоанн (Терликов) (15 февраля 1810 — 12 августа 1814)
- архимандрит Симеон (Крылов-Платонов) (12 августа 1814 — 27 февраля 1816)
- архимандрит Амвросий (Рождественский-Вещезеров) (7 марта 1816 — 15 июля 1817)
- архимандрит Евгений (Казанцев) (1817—1818)
- архимандрит Феофил (Татарский) (28 августа 1818—1819)
- архимандрит Парфений (Чертков) (17 июня 1819 — 21 августа 1821)
- архиепископ Дионисий (Цветаев) (21 июля 1821—1823)
- архимандрит Афанасий (Петриев) (23 июня 1823 — 17 октября 1832)
- архимандрит Феофан (Александров) (14 ноября 1832 — 6 июля 1850)
- архимандрит Симеон (Авдуловский) (31 августа 1850 — 21 февраля 1852)[60]
- архиепископ Евгений (Казанцев) (1854 — 27 июля 1871)
- Хрисанф (Ретивцев) (23 мая 1879 — 18 ноября 1883)
- Герман (Осецкий) (с 16 февраля 1886)
- архимандрит Исидор (Борисов) (1889 — 19 октября 1890)[61]
- епископ Григорий (Полетаев) (17 декабря 1900 — 8 июня 1906)
- епископ Алексий (Опоцкий) (1910 — 20 декабря 1914)
- епископ Иннокентий (Ястребов) (14 января 1915—1917)
- Никон (Пурлевский) (1918—1920)
- архимандрит Алексий (Палицын) (1922—1924)

Наместники
- архимандрит Агафодор (Маркевич) (1991 — 25 декабря 2009)
- епископ Кирилл (Покровский) (25 декабря 2009 — 26 июля 2012)
- епископ Парамон (Голубка) (26 июля 2012 — 26 февраля 2019)
- епископ Фома (Демчук) (26 февраля 2019 — 25 августа 2020)
- епископ Евгений (Кульберг) (25 августа 2020 — 8 декабря 2020)
- архиепископ Феогност (Гузиков) (с 8 декабря 2020)